# Seuge
La Seuge est une rivière française du Massif central qui coule dans le département de la Haute-Loire. C'est un affluent de l'Allier en rive gauche, donc un sous-affluent de la Loire.

## Géographie
De 34,1 km, de longueur, la Seuge naît sur le territoire de la commune de Chanaleilles sur le versant oriental du massif de la Margeride (Haute-Loire), au truc de la Garde (1 486 m). Elle coule d'une manière générale du sud-sud-ouest vers le nord-nord-est, passant près de Grèzes, puis à Saugues et conflue dans l'Allier (rive gauche) à Prades, à 531 m d'altitude, à une douzaine de kilomètres en amont de Langeac. Localement, la vallée de la Seuge est surnommée la « Suisse de la Margeride ».

### Communes et cantons traversées
Dans le seul département de la Haute-Loire, la Seuge traverse les six communes suivantes :
- dans le sens amont vers aval : Chanaleilles (source), Grèzes, Saugues, Cubelles, Monistrol-d'Allier et Prades (confluence).

Soit en termes de cantons, la Seuge prend source sur le canton de Saugues et conflue sur le canton de Langeac, dans les deux arrondissement du Puy-en-Velay et arrondissement de Brioude.

## Affluents
La Seuge a dix-sept tronçons affluents référencés dont seulement cinq sont nommés dont un seul est de longueur supérieure à dix kilomètres :
- Le Pontajou (rg[note 3]) 18,1 km sur trois communes avec trois affluents et de rang de Strahler trois, qui conflue à Saugues.

Les autres affluents sont tous de longueur inférieure à six kilomètres et seulement deux sont de rang de Strahler deux; les quatre nommés sont :
- Le Buissonet (rg) 3 km sur les deux communes de Chanaleilles (source), Grèzes.
- Le ruisseau des Esparins (rd) 4 km sur la seule commune de Saugues.
- le ruisseau de Beauregard, 5 km et de rang de Strahler deux
- l'Hiver 1 km

### Rang de Strahler
Le rang de Strahler de la Seuge est donc de quatre par le Pontajou.

## Hydrologie
Comme la majorité des cours d'eau de la Haute-Loire, la Seuge est une rivière abondante. Son régime hydrologique est dit pluvial.

### La Seuge à Saugues
Son débit a été observé pendant 82 années (entre 1932-2013), à Saugues, localité située à plus ou moins dix kilomètres de son confluent avec l'Allier, et à 930 m d'altitude. Le bassin versant de la rivière y est de 114 km2, c'est-à-dire plus ou moins 80 % de sa totalité.
Le module de la rivière à Saugues est de 1,55 m3/s.
La Seuge affiche des fluctuations saisonnières de débit d'importance moyenne, comme l'ensemble des autres affluents de l'Allier issus du massif central. Les hautes eaux se déroulent en hiver et surtout au printemps, et s'accompagnent de débits mensuels moyens allant de 1,93 à 2,37 m3/s, de décembre à mai inclus (avec un maximum en avril). Dès la fin du mois de mai, le débit diminue rapidement jusqu'aux basses eaux d'été qui surviennent de juillet à septembre, et s'accompagnent d'une baisse du débit moyen mensuel allant jusqu'à 0,452 m3/s au mois d'août, ce qui reste fort appréciable. Cependant les fluctuations peuvent être plus prononcées sur de plus courtes périodes, et les niveaux fluctuent selon les années.

### Étiage
Le VCN3 peut chuter jusque 0,092 m3/s, en cas de période quinquennale sèche, soit 92 litres par seconde, ce qui n'est pas encore vraiment sévère pour un aussi petit cours d'eau.

### Crues
La Seuge présente des crues non négligeables. Les QIX 2 et QIX 5 valent respectivement 13 et 19 m3/s. Le QIX 10 est de 22 m3/s et le QIX 20 de 25 m3/s. Quant au QIX 50, il se monte à 30 m3/s. Cela signifie que, par exemple, tous les cinq ans, l'on doit s'attendre à une crue de l'ordre de 19 m3/s, et tous les vingt ans une crue de 26 m3/s environ doit arriver, statistiquement du moins.
Le débit instantané maximal enregistré à Saugues a été de 21,9 m3/s le 1er avril 1983, mais le record maximal connu est le débit journalier de 24 m3/s du 22 octobre 1933. Si l'on compare la valeur du second de ces chiffres à l'échelle des QIX de la rivière, l'on constate que ce niveau était d'ordre vicennal, et donc pas très exceptionnel car destiné à se répéter tous les 20 ans en moyenne. La hauteur maximale instantanée a été vue à 189 mm le 25 avril 1986.

### Lame d'eau et débit spécifique
Au total, la Seuge est une rivière abondante. La lame d'eau écoulée dans son bassin versant est de 396 millimètres annuellement, ce qui est normal dans la région, et vaut nettement plus que la moyenne d'ensemble de la France, tous bassins confondus et surtout largement supérieur à la lame de la totalité du bassin de la Loire (243 millimètres). Le débit spécifique de la rivière (ou Qsp) atteint 12,5 litres par seconde et par kilomètre carré de bassin.

## Aménagements et écologie
Le barrage hydroélectrique du Luchadou est établi au début des gorges avant Prades. Il produit 1 725 kW pour un débit d'équipement de 3 m3/s soit l'alimentation annuelle de 2 200 habitants.

### Pêche
La Seuge et ses affluents sont des cours d'eau de première catégorie, excellent pour la pêche et l'on trouve truite, vairon, loche franche et goujon.

## Étymologie
Le nom de la Seuge, comme le village de Saugues que la rivière traverse, est sans doute une déformation de l'auvergnat sauze, saule. Dans certaines régions, en effet, le [z] tend à être prononcé [j] comme on le voit également avec le ruisseau de Sauges dans l'Ardèche (commune de Chassiers).